# Saint Marc en majesté
Saint Marc en majesté est une peinture à l'huile sur bois (218 × 149 cm) du Titien, datable d'environ 1510-1511, conservée dans la basilique Santa Maria della Salute de Venise.

## Histoire
L'œuvre fut vue par Giorgio Vasari dans l'église de Santo Spirito in Isola, pour qui elle fut probablement commandée par la république de Venise elle-même, comme ex-voto pour la fin de la peste de 1510, celle lors de laquelle mourut Giorgione. Le rôle des différents protagonistes est évident : y sont représentés saint Marc, protecteur et incarnation de Venise elle-même, et des saints liés à la protection lors des épidémies.
Elle est installée dans l'église de la Salute depuis 1656.
La datation varie entre avant et après les fresques de la Scuola del Santo à Padoue, soit entre 1510 et fin 1511.

## Descriptif et style
Sur un trône élevé, inspiré du Retable de Castelfranco de Giorgione, saint Marc se dresse en statuaire, un évangile tenu dans une main et posé scénographiquement sur ses genoux, rappelant la majesté des sculptures contemporaines. En-dessous se trouvent les saints Côme et Damien, deux médecins, saint Sébastien (martyr) et saint Roch de Montpellier, saint patron des pestiférés qui montre, comme d'habitude, la plaie ouverte sur sa jambe. Saint Roch a été identifié comme un possible autoportrait de jeunesse de l'artiste, tandis que d'autres émettent l'hypothèse que chez les saints, très individualisés, se cachent les physionomies de personnages contemporains, peut-être des personnalités dirigeantes de Venise qui assistent leurs concitoyens. Le carrelage du sol clarifie le placement des saints dans l'espace perspectif, réussi et générant une circulation incontestable des formes et des masses.
La monumentalité plastique et l'élément asymétrique du fond architectural à droite dérivent plutôt du retable de San Giovanni Crisostomo de Sebastiano del Piombo. L'éclairage est très original, qui illumine les couleurs des vêtements, mais laisse sans scrupule le visage du saint dans l'ombre : c'est un dynamisme défini comme « météorologique », qui anticipe les innovations de la Madonna di Ca' Pesaro.
La gamme de couleurs est claire et lumineuse, avec une prédilection pour les couleurs qui assurent le plus d'éclat : bleu, jaune, rouge, vert. Dans ce choix, on peut voir une influence de la palette des œuvres d'Albrecht Dürer qui était présent à Venise en 1506.

## Analyse
La profondeur de la palette et de la composition sont inspirées de Giorgione. La nouveauté réside dans le procédé assez maladroit qui projette l'ombre des grandes colonnes sur la tête et les épaules de saint Marc. Cela permet à Titien une composition intéressante : le saint, sombre sur fond de nuages crème, se détache du groupe en dessous.